# Sonia Todd
Sonia Todd es una actriz australiana, conocida por haber interpretado a Georgia Rattray en la serie de televisión Police Rescue, a Meg Fountain en la serie Mcleod's Daughters y a Gina Austin en Home and Away. 

## Biografía
Sonia está casada con el actor y escritor Rhett Walton y tiene dos hijos, Lewis de una relación anterior y Sean con su esposo Rhett.
Antes de ser actriz Sonia se formó como bailarina de ballet clásico por 16 años. En 1985 se graduó con un grado en actuación del National Institute of Dramatic Art "NIDA" junto a la actriz Catherine McClements y el director Baz Luhrmann.

## Carrera
Mientras estudiaba en el NIDA, Sonia fue miembro del elenco original de Strictly Ballroom donde interpretó a Fran. La obra fue dirigida por Baz Luhrmann y posteriormente Strictly Ballroom se convirtió en película en 1992, pero Todd no participó en ella.
Su primera participación en televisión fue como Helen McFarland en la serie Come in Spinner. Su primer personaje principal llegó en 1991, cuando apareció en la serie Police Rescue como la Sgt. Georgia Rattray, por su actuación ganó el Silver Logie por Most Popular Actress. En 1997 actuó en la segunda parte de Mirror, Mirror y en 1998 interpretó a la policía Louise Bradshaw durante 13 episodios en la serie Water Rats.
En el 2000 interpretó a Hannah Solomon en la miniserie de cuatro partes The Potato Factory por su actuación fue nominada al AFI Award por Mejor Actriz.
Desde el 2001 al 2007 interpretó a Meg Fountain en la aclamada serie australiana Mcleod's Daughters, regresó como personaje recurrente en el 2008 y en el 2009 apareció en el último episodio de la serie junto a su hija Jodi Fountain, interpretada por la actriz Rachael Carpani. 
Desde el 2007 se unió a la serie All Saints donde obtuvo un papel recurrente como la psiquiatra Elizabeth Foy hasta principios del 2008.
En enero del 2009 se unió al elenco principal de la exitosa serie australiana Home and Away donde interpretó a la encantadora Gina Austin, la madre de Hugo, Xavier y Brendan, hasta el 18 de abril de 2013 después de que su personaje muriera al quedar inconsciente mientras iba al volante.
En el 2010 se unió al elenco recurrente de la serie Rake donde da vida a Jane, la hermana del abogado defensor Cleaver Greene (Richard Roxburgh), hasta ahora.
En el 2014 se unió al elenco de la serie Janet King, donde interpreta a Gail Jones.

## Filmografía

### Series de televisión
| Año                          | Título                      | Personaje                          | Notas                    |
| ---------------------------- | --------------------------- | ---------------------------------- | ------------------------ |
| 2010 - 2012, 2016 - presente | Rake                        | Jane                               | 7 episodios              |
| 2014                         | Janet King                  | Gail Jones                         | 5 episodios              |
| 2009 - 2013                  | Home and Away               | Gina Austin                        | 322 episodios            |
| 2001 - 2009                  | Mcleod's Daughters          | Meg Fountain                       | 107 episodios            |
| 2001 - 2008                  | All Saints                  | Dr. Elizabeth Foy/Kate Larson      | 14 episodios             |
| 2000                         | The Potato Factory          | Hannah Solomon                     | miniserie                |
| 1999                         | Wildside                    | Dra. Alexa Grant                   | episodio # 2.20          |
| 1998                         | Water Rats                  | Detective Sargento Louise Bradshaw | 13 episodios             |
| 1997                         | Mirror, Mirror II           | Caroline McFarlane                 | serie de televisión      |
| 1997                         | Return to Jupiter           | Comandante Edwina Dent             | episodio "Rescue"        |
| 1997                         | Good Guys Bad Guys          | Wendy Johnson                      | episodio "Storm Warning" |
| 1997                         | Simone de Beauvoir's Babies | Karla                              | miniserie                |
| 1991 - 1996                  | Police Rescue               | Sargento Georgia Rattray           | 57 episodios             |
| 1995                         | Natural Justice             | Jennifer Harivald                  | serie de televisión      |
| 1994                         | G.P.                        | Judy Walsh                         | episodio "Out"           |
| 1992                         | Mother and Son              | Agente de policía                  | episodio "The Big Sleep" |
| 1991                         | A Country Practice          | Jane Anderson                      | 2 episodios              |

### Películas
| Año  | Título                        | Personaje                | Notas                                                                                |
| ---- | ----------------------------- | ------------------------ | ------------------------------------------------------------------------------------ |
| 2012 | Spirit-ED                     | Miss Judy                | junto a Bruce Spence, Miriam Margolyes & Kieran Darcy-Smith                          |
| 2000 | Marriage Acts                 | Jean McKinnon            | junto a Colin Friels & Laurence Breuls                                               |
| 1997 | Reprisal                      | Susan                    | junto a Peter Phelps, Steve Jacobs, Mouche Phillips, David Franklin & Georgie Parker |
| 1997 | Halifax f.p: Someone You Know | Helen Hunt               | junto a Rebecca Gibney & Samuel Johnson                                              |
| 1996 | Shine                         | Sylvia                   | junto a Geoffrey Rush, Chris Haywood & Armin Mueller-Stahl                           |
| 1996 | Natural Justice: Heat         | Jennifer Harivald        | junto a Steve Bastoni & Claudia Karvan                                               |
| 1994 | Police Rescue                 | Sargento Georgia Rattray | junto a Gary Sweet, Steve Bastoni & Cate Blanchett                                   |
| 1990 | Come in Spinner               | Helen McFarland          | -                                                                                    |

### Productora
| Año  | Título                 | Notas         |
| ---- | ---------------------- | ------------- |
| 2009 | At the Breakfast Table | co-productora |

### Teatro
| Año  | Obra                      | Personaje | Director (a)     | Teatro            | Notas                                                                                   |
| ---- | ------------------------- | --------- | ---------------- | ----------------- | --------------------------------------------------------------------------------------- |
| 2007 | ALP Arts Election Launch  | -         | Andrew Upton     | Riverside Theatre | junto a Cate Blanchett, Joel Edgerton, Jack Finsterer, Anthony Phelan & David Wenham    |
| 2005 | Love Letters              | -         | John Clark       | Parade Theatre    | junto a Steve Bisley, Justine Clarke, Cornelia Frances, Marcus Graham & Georgie Parker  |
| 1994 | Table for One?            | -         | Claire Haywood   | Ensemble Theatre  | junto a Kristina Bidenko, Bruce Hughes & Peter Kowitz                                   |
| 1989 | Harold in Italy           | -         | Richard Wherrett | Drama Theatre     | junto a Isabelle Anderson, Peter Carroll, John O'May & Garry Stewart                    |
| 1989 | Operation Holy Mountain   | -         | Alison Summers   | Everest Theatre   | junto a Jim Holt, Lisa Kelly, William McInnes, Kate Turner & Anthony Wong               |
| 1987 | Les Liaisons Dangereuses  | -         |                  | Seymour Theatre   | junto a Melissa Jaffer, Scott McGregor & Hugo Weaving                                   |
| 1987 | The Golden Age            | -         | Egil Kipste      | -                 | junto a Valerie Bader, Graham Harvey, Scott McGregor & Mark Pegler                      |
| 1987 | The Winter Tale           | -         | Richard Cottrell | -                 | junto a Colin Friels, Graham Harvey, Scott McGregor & Nicholas Opolski                  |
| 1985 | Once in a Lifetime        | -         | Gale Edwards     | Parade Theatre    | junto a Brendan Higgins, Baz Luhrmann & Andrea Moor                                     |
| 1985 | The Greeks Play 1 The War | -         | John Clark       | Parade Theatre    | junto a Brendan Higgins, Baz Luhrmann, Nell Schofield & Catherine McClements            |
| 1985 | Chamber Music             | -         | John Clark       | NIDA Theatre      | junto a Brendan Higgins, Marta Kiec, Baz Luhrmann & Andrea Moor                         |
| 1985 | Dreamplay                 | -         | Jim Sharman      | Parade Theatre    | junto a William Brandt, Baz Luhrmann, Nell Schofield & Rhett Walton                     |
| 1984 | All's Well That Ends Well | -         | Kevin Jackson    | NIDA Theatre      | junto a Baz Luhrmann, Andrea Moor, Catherine McClements & Rhett Walton                  |
| 1984 | Holiday Makers            | -         | Nick Enright     | NIDA Theatre      | junto a Brendan Higgins, Baz Luhrmann, Andrea Moor, Catherine McClements & Rhett Walton |

## Premios y nominaciones
| Año  | Categoría                                            | Premio             | Serie              | Resultado |
| ---- | ---------------------------------------------------- | ------------------ | ------------------ | --------- |
| 1999 | Best Actress in a Leading Role in a Television Drama | AFI Award          | The Potato Factory | Nominada  |
| 1994 | Most Popular Actress                                 | Silver Logie Award | Police Rescue      | Ganadora  |